# Université d'État de Youngstown
L'université d'État de Youngstown (anglais : Youngstown State University) est une université d'État américaine fondée en 1908 à Youngstown, dans l'Ohio. Elle est membre de la National Association of Colleges and Secondary Schools, organisme qui homologue les universités américaines et donne l'agrément de statut « national ». 

## Campus

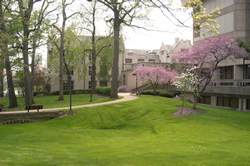
Deux bâtiments de l'université.